# Пейчинович, Дженан
Дже́нан Пейчи́нович (черног. Dženan Pejčinović; родился 15 февраля 2005) — немецкий футболист, нападающий клуба «Вольфсбург».

## Клубная карьера
Родился в Мюнхене в семье боснийцев из Плава. Футбольную карьеру начал в молодёжной системе «Баварии», но в 2017 году стал игроком футбольной академии «Аугсбурга». Во время выступлений за академию «Аугсбурга» привлёк к себе внимание таких клубов как «Интернационале», «Милан», «Ювентус», «Челси», «Манчестер Сити» и «Аякс». Несмотря на интерес со стороны европейских футбольных грандов, в июле 2022 года Пейчинович подписал контракт с немецким «Вольфсбургом». 27 мая 2023 года дебютировал в основном составе «Вольфсбурга» в матче Бундеслиги против «Герты».
В июле 2024 года отправился в сезонную аренду в клуб «Фортуна» (Дюссельдорф). 25 августа 2024 года дебютировал за «Фортуну» в матче Второй Бундеслиги против клуба «Ульм 1846», выйдя на замену на 74-й минуте и забив гол семь минут спустя.

## Карьера в сборной
Выступал за сборную Черногории до 15 лет, а также за сборные Германии до 16, до 17, до 18, до 19 и до 20 лет.